# Lokale stochastische Unabhängigkeit
Lokale stochastische Unabhängigkeit bedeutet, dass die Wahrscheinlichkeit, ein bestimmtes Item (Aufgabe in einem Test) zu lösen, unabhängig davon sein soll, vorher irgendein anderes Item gelöst oder nicht gelöst zu haben. Es geht also darum, dass die Wahrscheinlichkeit, ein Item zu lösen, nur von den bekannten Personenparametern (der Fähigkeit der Person) und einem Itemparameter (der Schwierigkeit des Items) abhängen soll.

## Hintergrund
Die lokale stochastische Unabhängigkeit ist ein Begriff aus der Item-Response-Theorie (IRT). Die klassische Testtheorie (KTT) wurde kritisiert, weil sie darauf vertraut, dass der Summenwert einer Person in einem Test per fiat ein Indikator für die Eigenschaftsausprägung der Person im Test ist (wenn Person 1 einen hohen Wert erzielte, wird sie als z. B. hochintelligent eingestuft, wohingegen eine Person 2, deren Gesamttestwert gering war als minderbegabt klassifiziert würde). Die KTT kann jedoch nicht beantworten, wie genau denn die Itemantworten zustande kamen. Hier setzt die IRT nun an. Die auf Grundlage der IRT entwickelten Testinstrumente gehen der Frage nach, welche Rückschlüsse aus der Antwort auf ein Item (Response) auf Einstellungs- und Fähigkeitsmerkmale eines Probanden gezogen werden können. Dabei versteht die Item-Response-Theorie die Beantwortung eines Items als manifeste, also beobachtbare Variable, welche durch eine ihr zugrunde liegende, nicht beobachtbare latente Variable determiniert wird. Solche latenten Variablen entsprechen ebendiesen Fähigkeiten, Einstellungen oder Dispositionen (dieser Hintergrund schlägt sich auch in der Bezeichnung "latent-trait" Modelle nieder). In der klassischen Testtheorie kommt der Trennung von latenter und manifesten Variablen keine solche Bedeutung zu.

Weiterhin kann jedem Item in der IRT eine bestimmte Lösungswahrscheinlichkeit zugeteilt werden, welche abhängig ist von seinen Itemeigenschaften (den Itemparametern), und der Fähigkeit eines Probanden (dem Personenparameter); demnach auch die deutsche Bezeichnung der Item-Response-Theorie: probabilistische Testtheorie. Die Itemparameter unterscheidet man hierbei noch in Schwierigkeit Sigma (umso größer, je geringer die Lösungswahrscheinlichkeit ist), Trennschärfe Lambda (Fähigkeit, zwischen 'Könnern' und 'Nicht-Könnern' innerhalb der Beantwortung eines einzelnen Items zu trennen) [ist bei einer Lösungswahrscheinlichkeit von 0,5 = fifty:fifty am größten] und Ratewahrscheinlichkeit Gamma (, die größer wird, je leichter sich auch ohne Wissen das Item lösen lässt)- wobei man in der IRT zwischen einparametrigen Modellen (nur Sigma), zweiparametrigen (Sigma und Lambda) und dreiparametrigen (sigma, Lambda, Gamma) unterscheidet. Streng genommen hat allerdings auch ein einparametriges Modell alle drei Itemparameter, Lambda wird allerdings mit konstant 1 fest angenommen und Gamma mit konstant 0.
Die Begriffe "Schwierigkeit" und "Fähigkeit" stammen aus dem Bereich der Leistungsmessung – wie beispielsweise den Intelligenztests. Jedoch wird diese Bezeichnung auch weiterhin etwa auch für Persönlichkeitstests verwendet. In diesem Bereich geht es ja meist darum, wie sehr sich jemand mit etwas identifiziert (Persönlichkeitseigenschaften) und wie sehr er eine der Itemauswahlalternativen präferiert (auf einer Skala von 1 bis 10 wie ängstlich war ich in den letzten 2 Wochen?). Eine hohe "Fähigkeit" steht dann für einen hohen Ausprägungsgrad im Sinne des zu erfassenden Merkmals (Person hat sich sehr stark mit dem Konstrukt [hier Ängstlichkeit] identifiziert) und "Schwierigkeit" steht für den Anteil der Probanden, die im Sinne einer höheren Merkmalsausprägung geantwortet haben (je unwahrscheinlicher es war, im Item hohe Präferenzen für die Aussageinhalte des Items abzugeben, umso höher war dann die Itemschwierigkeit, da sie quasi die 'Unattraktivität' der Wahloptionen darstellt).

## Definition
Beeinflusst die latente Variable nun die manifeste, so werden die Testitems miteinander korrelieren (eine Voraussetzung dafür, um von manifestem Verhalten auf eine latente Dimension schließen zu können). Anders gesagt: die latente Variable erzeugt die Variation der manifesten Variablen. 
Eventuell hängt aber die Beantwortung des Items A von der Beantwortung von Item B ab – in diesem Falle würden die Items ebenfalls miteinander korrelieren. Items gelten aber nur unter der Bedingung als Indikatoren (Hinweis für die Ausprägung der Person im latenten Konstrukt, also) für eine latente Variable, wenn ihre Lösungswahrscheinlichkeiten nicht voneinander abhängen, sondern allein durch den Personen- und den Itemparameter bestimmt werden. Die Wahrscheinlichkeit, ein Item zu lösen, darf also nicht von der Wahrscheinlichkeit zur Lösung eines anderen Items abhängen. (Als Beispiel wird hier oft der Wurf mit einem Würfel genannt: Dass eine Sechs fällt, hat nichts damit zu tun, dass ich vorher eine Eins gewürfelt habe. Die Ereignisse sind unabhängig voneinander.)
Um also von der Korrelation der Items auf eine latente Variable schließen zu können, muss die lokale stochastische Unabhängigkeit der Items nachgewiesen werden. Die Items dürfen mit nichts anderem korrelieren als mit ihrem latenten Konstrukt (dem Personenparameter). Wenn alle Personen innerhalb einer Gruppe denselben Personenparameter hätten, dürften die Items keine Interkorrelationen zueinander mehr aufweisen. Daher kommt auch der Begriff lokale stochastische Unabhängigkeit. Die Personenvariable ist ein Kontinuum, das beliebige Werte annehmen kann. Man kann die Ausprägung der Personeneigenschaft beschreiben, indem man angibt, wo auf dem Kontinuum die Ausprägung der Person lokalisiert ist. Die lokale stochastische Unabhängigkeit gilt also nur an diesem einen Ort (Lokus) auf dem Kontinuum. Die Items dürfen daher schon miteinander korrelieren, aber nur dann, wenn man verschiedene Loki der Personeneigenschaft in einer Personengruppe hat und diese Unterschiede in der Personeneigenschaft die Korrelationsursache sind.
Korrelieren die Items und sind sie zudem lokal stochastisch unabhängig, dann bezeichnet man sie als "homogen" bezüglich der latenten Variablen. Die Items messen dann alle dieselbe latente Dimension (Personeneigenschaft) und sind lokal durch keine weiteren Interkorrelationen mit anderen Störvariablen gestört. In diesem Fall ist die latente Variable tatsächlich der Grund für die Variation der manifesten Variablen und es ist unbedeutend, welche Items ein Proband bearbeitet, das Ergebnis dieses Probanden ist in jeder der Itemteilmengen eine erschöpfende Statistik für seine Ausprägung auf dem zu erfassenden Merkmal. Das bedeutet, dass für jede Person in der Ergebnismatrix ihr Zeilengesamtwert (Zeilenscore) alle Informationen über die Ausprägung ihres Personenfaktors angibt – egal in welchem Item dabei welche Antwort gegeben wurde – der Zeilensummenwert ist die erschöpfende Auskunft über die Personeneigenschaft. Aber auch die Itemparameter sind erschöpfende Statistiken unter diesen Annahmen. Jede Spalte (senkrecht) der Matrix enthält die Antworten der Personen, die bei diesem Item gegeben wurden. Ihre Spaltengesamtsumme gibt an, wie viele von allen Teilnehmern des Tests das Item 'lösen' konnten (also es wussten bei Leistungstests, oder es präferierten bei Persönlichkeitstests). Je kleiner dieser Anteil ist, umso schwerer war z. B. dieses Item – egal, welche Personen dabei nun genau was in diesem Item taten – die Spaltengesamtsumme ist eine erschöpfende Auskunft über die Itemparameter.

## Überprüfung
Um zu überprüfen, ob die Korrelationen der Items nur durch Unterschiede in der latenten Dimension hervorgerufen werden, wird die latente Variable auf einer lokalen Stufe konstant gehalten. Wenn die Items homogen und lokal stochastisch unabhängig sind, so verschwinden die Korrelationen der Items auf diesen Stufen.
Man unterteilt also z. B. die Gesamtstichprobe nach unterschiedlichen Personenparametern (Alter, Geschlecht, Schulbildung, soz. ökonom. Statut der Eltern) und schätzt die Itemparameter dann für jede dieser Unterstichproben. Da das Modell ja behauptet, die Itemparameter seien unabhängig vom Personenparameter schätzbar, dürfen zwischen den Untergruppen nun keine statistisch bedeutsamen (überzufällig signifikanten) Unterschiede zu finden sein. Wenn doch, muss das Modell verworfen werden oder zumindest modifiziert und an einer frischen Stichprobe erneut getestet werden. Die prominenteste Methode, solch eine Modellprüfung zu erstellen ist die Conditional-Maximum-Likelihood-Methode (CML), die genau so funktioniert wie gerade beschrieben.
Die Überprüfung erfolgt innerhalb verschiedener Items aber auch statistisch betrachtet über das Multiplikationstheorem für unabhängige Ereignisse: Die Verbundwahrscheinlichkeit mehrerer Items (WS, dass beide Ereignisse unter einer festen Bedingung zugleich eintreten) zuzustimmen entspricht dem Produkt der Wahrscheinlichkeiten der Zustimmung auf jedes einzelne Item (also den bedingten Einzelwahrscheinlichkeiten, dass das Ereignis unter der festgelegten Bedingung eintritt).
Beispiel: Entspricht die Zustimmungswahrscheinlichkeit eines Item A p=.10 und die Wahrscheinlichkeit, Item B zuzustimmen p=.30, so ergibt sich lokale stochastische Unabhängigkeit, wenn ihr Produkt mit der tatsächlich ermittelten Verbundwahrscheinlichkeit der Zustimmung übereinstimmt. 
In diesem Falle: {\displaystyle p_{A}(.10)\cdot p_{B}(.30)=p_{AB}(.03)}